# Orchester der Technischen Universität Wien
Das Orchester der Technischen Universität Wien (kurz TU Orchester) ist ein Laienorchester, dessen Ziel es ist, die musikalischen Aktivitäten an der Technischen Universität Wien zu fördern.

## Geschichte
Das Orchester der Technischen Universität Wien wurde im Jahre 1984 von Gisela Kemmerling, der Gattin des ehemaligen Rektors Walter Kemmerling, gegründet. 
Seit der Gründung gab das Orchester in jedem Semester Konzerte in großer symphonischer Besetzung und auch mit kleinen bis großen Kammermusik-Ensembles. Das Repertoire umfasst dabei Werke aller Stilepochen, von J.S. Bach bis Gottfried von Einem, und auch Uraufführungen von Werken, die eigens für das Orchester komponiert wurden. Tourneen führten das Orchester nach Budapest, Graz, Salzburg, in die Türkei, nach Deutschland, Frankreich, Spanien, Italien und Slowenien. Sehr bald bildeten sich auch Kammermusikgruppen in verschiedenen Besetzungen, die bei festlichen Anlässen der TU Wien und bei internationalen Kongressen für die musikalische Umrahmung sorgen.
1996 erweiterte das Orchester sein musikalisches Spektrum und führte mit La serva padrona von Pergolesi erstmals eine Oper an der TU Wien auf, mit der es auch in Italien gastierte. Diese Entwicklung wurde mit Aufführungen u. a. von Mozarts Così fan tutte, Die Entführung aus dem Serail und Die Zauberflöte, Rossinis Il barbiere di Siviglia, Haydns L’infedeltà delusa und Verdis Don Carlo erfolgreich weitergeführt. 
Das 15-jährige Bestandsjubiläum des Orchesters wurde 1999 im Großen Saal des Wiener Musikvereins als Benefizkonzert zu Gunsten von Menschen für Menschen mit Haydns Schöpfung begangen. Im Dezember 2004 feierte das Orchester sein 20-jähriges Jubiläum mit einem Festkonzert im Wiener Konzerthaus. 
Im Dezember 2009 hat das Orchester mit einem Festkonzert im Goldenen Saal des Wiener Musikvereins sein 25-jähriges Bestehen gefeiert.

## Orchester
Das Orchester hat ungefähr 75 Mitglieder. Neben Studierenden und Angehörigen der TU Wien wirken auch Studenten der anderen Wiener Universitäten und sonstige interessierte Instrumentalisten mit.

## Dirigenten
- Helmut Zehetner (1984–1987)
- Philippe Auguin (1987–1989)
- Ottokar Prochazka (1989–1994)
- Tiziano Duca (1994–2001),
- Hans-Peter Manser (2001)
- Andrés Orozco-Estrada (2001–2004)
- Janko Kastelic (2004–2005)
- Andreas Fellner (2006–2007)
- Svetoslav Borisov (2007–2010)
- Juan Pablo Simón (2011–2014)
- Juan Sebastián Acosta (2014–2017)
- Marta Gardolińska (2017–2019)
- Paul-Boris Kertsman (2019–2023)
- Johann-Sebastian Guzman (seit 2023)